# Barbara Polo
Barbara Polo (Ozieri, 4 febbraio 1973) è una politica italiana, dal 13 ottobre 2022 deputata alla Camera per Fratelli d'Italia.

## Biografia
Nata a Ozieri, in provincia di Sassari, ha ottenuto il diploma di istituto tecnico commerciale, fino a svolgere la professione di amministratrice comunale.

### Carriera politica
Viene candidata nel 2022 al consiglio comunale di Ozieri, venendo eletta consigliera comunale e successivamente nominata vicesindaco e assessore al bilancio e alla programmazione nella giunta comunale di Ozieri guidata da Marco Peralta.
Esponente di Fratelli d'Italia, all'interno di esso è coordinatrice provinciale di Sassari.
Alle elezioni politiche anticipate del 2022 viene candidata alla Camera dei deputati nel collegio uninominale di Nuoro, sostenuta dalla coalizione di centro-destra, venendo eletta deputata con il 41,03% dei voti prevalendo sui candidati del centro-sinistra, in quota Partito Democratico, Michele Piras (25,95%) e del Movimento 5 Stelle Emiliano Fenu (21,81%). Nella XIX legislatura è componente della 4ª Commissione Difesa, della 2ª Commissione Giustizia e della Commissione parlamentare per il contrasto degli svantaggi derivanti dall'insularità.. 
Ha votato a favore per l'attuazione dell'autonomia differenziata (DDL n. 1665).